# Plzeňské Předměstí (Horšovský Týn)
Plzeňské Předměstí je část města Horšovský Týn v okrese Domažlice v Plzeňském kraji. Nachází se na východě Horšovského Týna. Je zde evidováno 162 adres. V roce 2011 zde trvale žilo 501 obyvatel.
Plzeňské Předměstí leží v katastrálním území Horšovský Týn o výměře 19,77 km².

## Obyvatelstvo
| Rok            | 1869 | 1880 | 1890 | 1900 | 1910 | 1921 | 1930 | 1950 | 1961 | 1970 | 1980 | 1991 | 2001 | 2011 | 2021 |
| -------------- | ---- | ---- | ---- | ---- | ---- | ---- | ---- | ---- | ---- | ---- | ---- | ---- | ---- | ---- | ---- |
| Počet obyvatel | 0    | 0    | 0    | 349  | 425  | 0    | 356  | 0    | 0    | 340  | 321  | 347  | 471  | 501  | 528  |
| Počet domů     | 0    | 0    | 0    | 63   | 68   | 69   | 74   | 0    | 0    | 77   | 71   | 88   | 130  | 155  | 179  |

## Obecní správa
Při sčítání lidu v letech 1900–1920 Plzeňské Předměstí bylo osadou města Horšovský Týn ve stejnojmenném okrese. V následujícím období byla osada úředně zrušena a jako část města Horšovský Týn byla obnovena 1. března 1980 v okrese Domažlice.

## Další fotografie

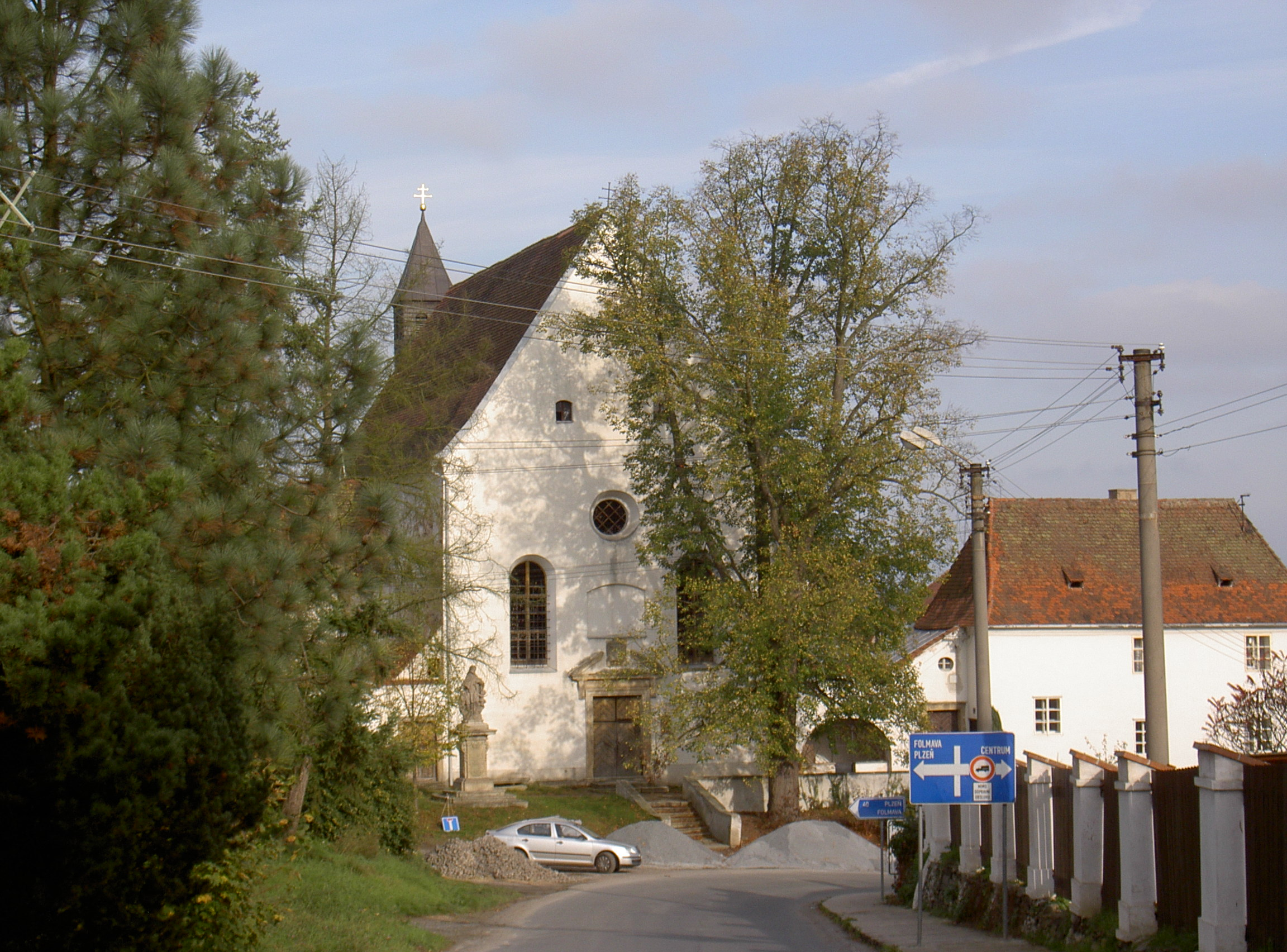
Kapucínský klášter
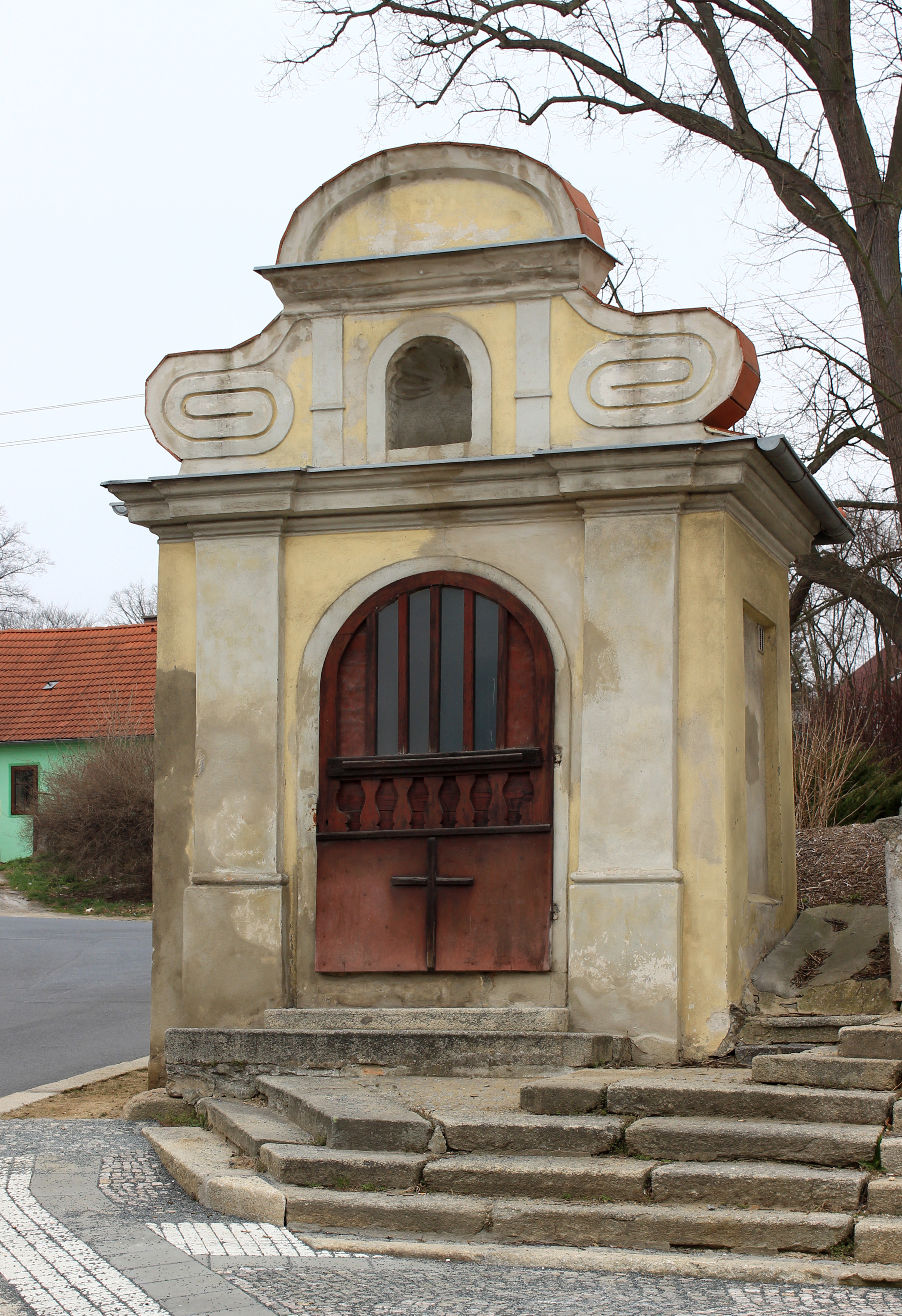
Kaple u kláštera
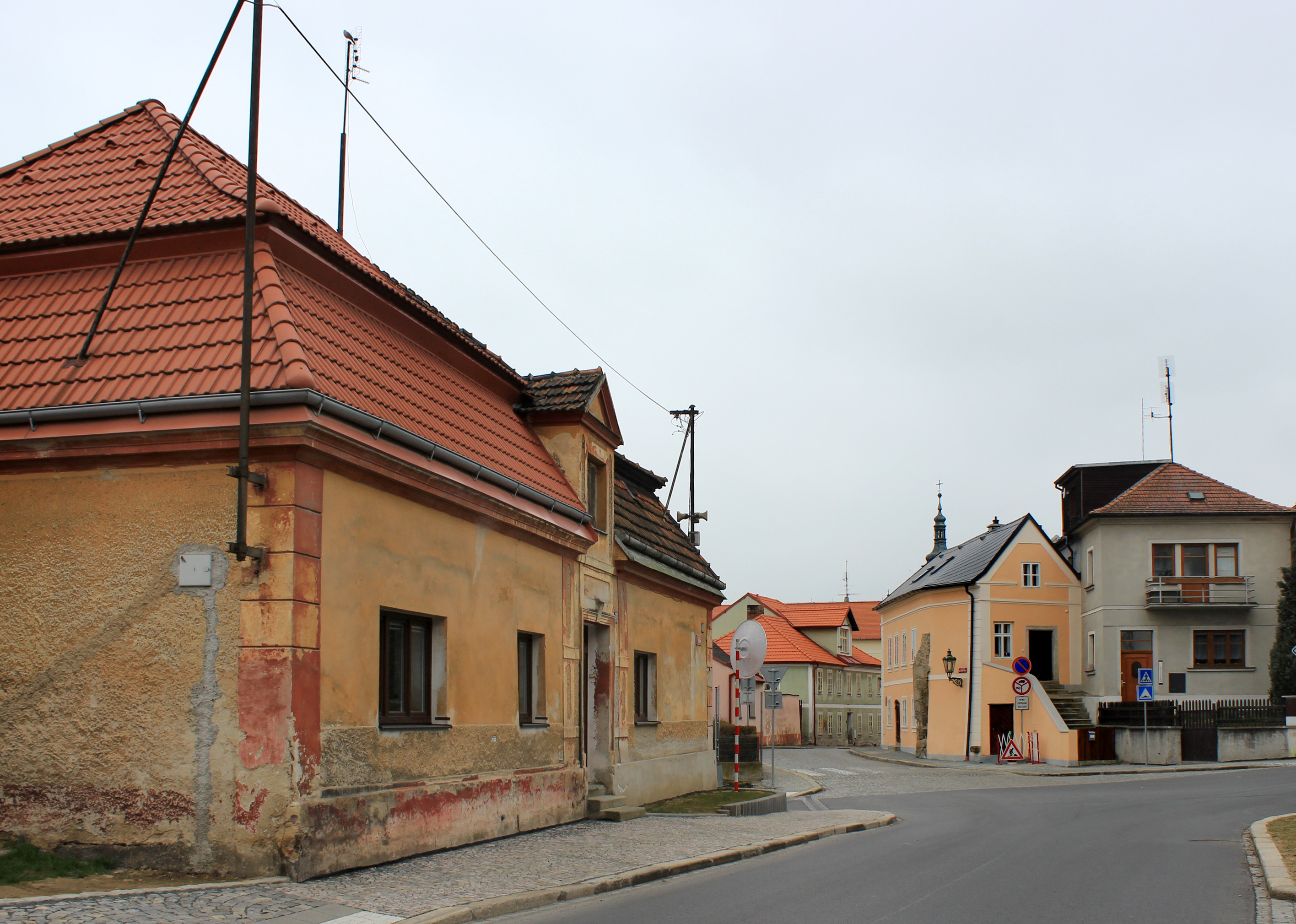
Křižovatka Plzeňské a Gorkého ulice
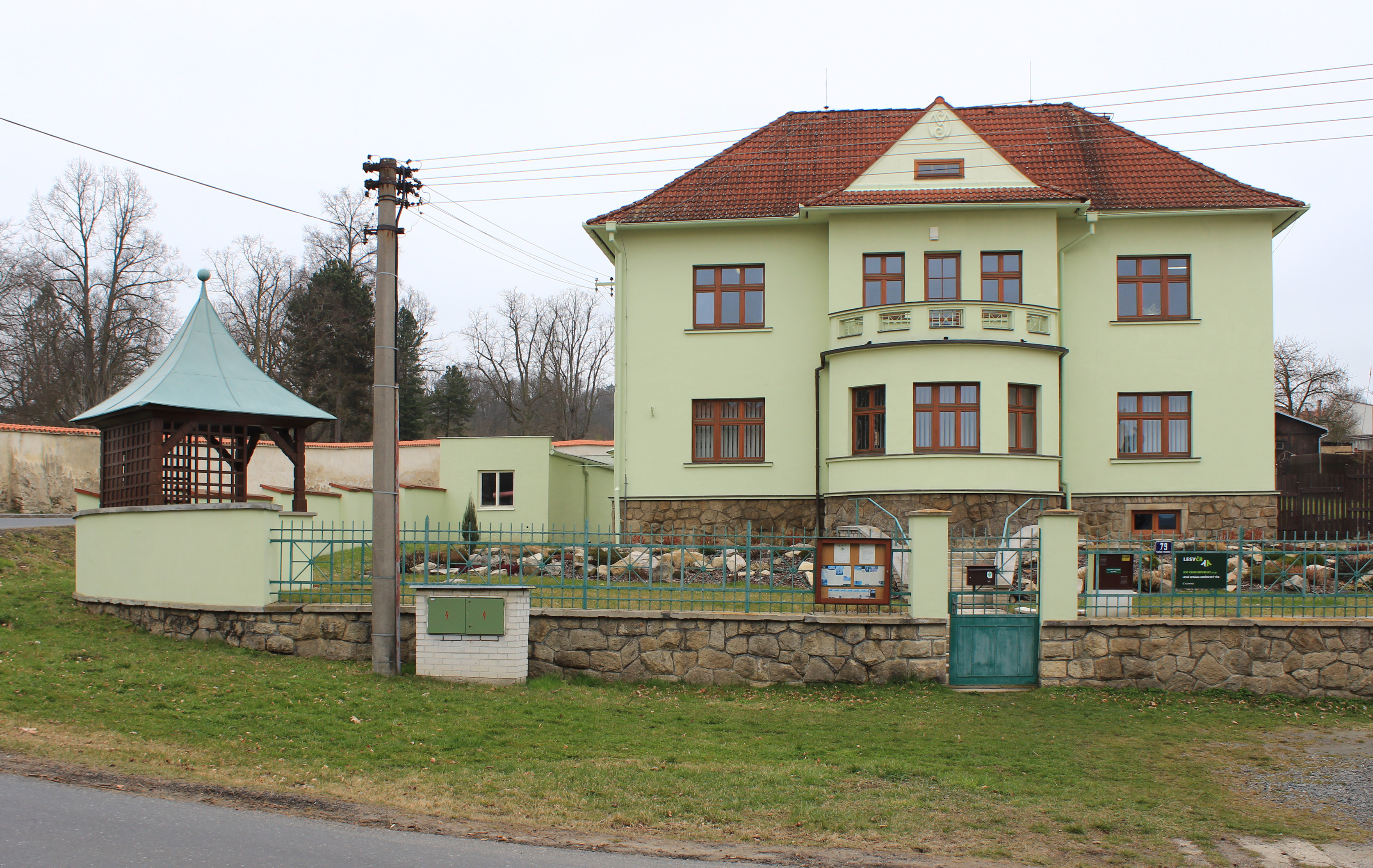
Vila Lesů ČR